# Octave Delepierre

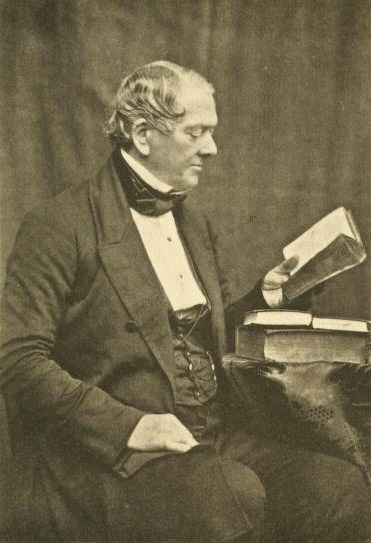
Octave Delepierre

Joseph-Octave Delepierre (* 4. April 1804 in Brügge; † 22. August 1879 in  London) war ein belgischer Diplomat und Historiker.
Delepierre studierte in Gent Rechtswissenschaft, praktizierte in Brüssel einige Zeit als Anwalt und betrat später die diplomatische Laufbahn. Er wurde 1849 zum Legationssekretär und belgischen Generalkonsul in London ernannt. Seine zahlreichen Schriften beziehen sich teils auf Geschichte und alte Literatur, teils auf Bibliographie und nationale Archäologie.

## Werke (Auswahl)
- Précis des annales de Bruges (1835)
- De l’origine des Flamands (1841)
- Galerie d’artistes brugeois (Brügge 1840)
- Les traditions et légendes de Flandre (Lille 1834)
- Le roman du Renard (Brüssel 1838, nach einem flämischen Manuskript aus dem 12. Jahrhundert)
- Examen de ce que renferme la bibliothèque du Musée britannique (Brüssel 1846)
- Histoire littéraire des fous (London 1860)
- Historical difficulties and contested events (London 1868)
- Revue analytique des ouvrages écrits en centon (London 1868)
- Essai historique et bibliographique sur les rébus (London 1870)
- La parodie chez les Grecs, chez les Romains, chez les modernes (London 1870)
- Supercheries littéraires (London 1872)
- Tableau de la litterature du centon (London 1875, 2 Bde.)
- L’enfer. Essai philosophique et historique (London 1877)

Neufassungen von älteren Werken.
- Aventures de Tiel Ulenspiegel (Brügge 1835, 2. Ausg. 1840)
- Macaronéana, ou mélanges de littérature macaronique (Paris 1852)

Zusammen mit Gustave Brunet gab Delepierre die Bibliothèque bibliophilo-facétieuse heraus.